# ラリー・ブッカー
ラリー・ブッカー（Larry Wayne Booker、1952年1月6日 - 2003年11月29日）は、アメリカ合衆国のプロレスラー。ルイジアナ州バトンルージュ出身。
ムーンドッグ・スポット（Moondog Spot）およびラリー・レイザム（Larry Latham）のリングネームで知られ、ヒールのタッグマッチ・プレイヤーとしてWWFやミッドサウス地区で活動した。

## 来歴
デビュー後の1970年代後半は、ラリー・レイザムのリングネームでジョージアやアラバマなどのディープサウスを転戦。1979年、テネシー地区にてウェイン・ファリスとブロンド・ボンバーズ（The Blonde Bombers）を結成。メンフィスのCWAでは、ジェリー・ローラー&ビル・ダンディー、リッキー・モートン&ソニー・キングなどのチームとAWA南部タッグ王座を争った。1980年6月にはファリス、1981年6月にはカール・ファジーとのコンビで、ラリー・ラザンの表記で国際プロレスへの来日が予定されていたが、直前に中止になっている。
1981年5月、ムーンドッグ・スポットを名乗りWWFに登場。過去の犯罪歴のためアメリカで活動できなくなったムーンドッグ・キングの後任として、ムーンドッグ・レックスの新パートナーとなってザ・ムーンドッグス（The Moondogs）に加入し、キングが保持していたWWFタッグ王座を継承した。6月8日にはニューヨークのマディソン・スクエア・ガーデンにて、新日本プロレスの藤波辰巳&谷津嘉章の挑戦も受けている。
その後もレックスとのムーンドッグスでの活動を続け、ジョージア・チャンピオンシップ・レスリングやプエルトリコのWWCなど各地を転戦。1983年4月4日には古巣のCWAにて、スティーブ・カーンとスタン・レーンのファビュラス・ワンズを破りAWA南部タッグ王座を獲得している。1984年より揃ってWWFに復帰し、1987年までジョバーを担当。シングルでは1985年11月7日に開催されたWWF初のPPV『ザ・レスリング・クラシック』に出場、16人参加のワンナイト・トーナメント1回戦でテリー・ファンクからリングアウト勝ちを収めるも、2回戦の準々決勝でジャンクヤード・ドッグに敗退した。 
WWF離脱後はレックスとのコンビを解消し、ムーンドッグ・スパイクを新パートナーにムーンドッグスを再編して、1987年10月にはスパイクと共に全日本プロレスに初来日。ザ・グレート・カブキ&マイティ井上やジョン・テンタ&タイガーマスクなどのチームをはじめ、ブルーザー・ブロディと組んでの6人タッグマッチではジャンボ鶴田や輪島大士とも対戦した。シングル戦線でも活動し、メンフィスでは1987年5月から6月にかけてジェフ・ジャレットを相手にCWAヘビー級王座を争い、アラバマでは1988年1月3日にトム・プリチャードからNWAアラバマ・ヘビー級王座を奪取している。
1991年からはCWAの後継団体USWAを主戦場とし、スパイク、クージョ、スプラット、2代目レックス（ネイサン・ランドルフ）、ローバー（ポール・マックナイト）ら歴代のムーンドッグと組み、1996年にかけてUSWA世界タッグ王座を再三獲得。ムーンドッグスのボス的存在となるが、USWAが活動を停止した1997年、自身もセミリタイアした。
しばらくリングから離れた後、2003年3月19日にジム・ドゥガンとのタッグチームでTNAのPPVに登場。以後、新人のムーンドッグ・パピー・ラブ（マイク・フラワーズ）と新生ムーンドッグスを結成し、同年5月に旗揚げされたインディー団体メンフィス・レスリングへの参戦を開始した。
2003年11月29日、ミッドサウス・コロシアムで行われたメンフィス・レスリング主催によるジェリー・ローラーのバースデイ・イベント "Jerry Lawler's Birthday Bash" での試合中に心臓発作を起こして衰弱状態となり、病院に搬送されたが死去した。51歳没。

## 得意技
- ボーンショット（Boneshot ） - 動物の骨で殴打する凶器攻撃
- ブレーンバスター
- エルボー・ドロップ
- ビッグ・スプラッシュ

## 獲得タイトル
NWAミッドアメリカ / コンチネンタル・レスリング・アソシエーション
- NWAミッドアメリカ・タッグ王座：3回（w / ウェイン・ファリス）[19]
- AWA南部タッグ王座：5回（w / ウェイン・ファリス×3、ビル・アーウィン×1、ムーンドッグ・レックス×1）[4]
- CWAヘビー級王座：3回[13]

コンチネンタル・チャンピオンシップ・レスリング
- NWAアラバマ・ヘビー級王座：1回[14]

ワールド・レスリング・フェデレーション
- WWFタッグ王座：1回（w / ムーンドッグ・レックス）[8]

ワールド・レスリング・カウンシル
- WWC世界タッグ王座：1回（w / ムーンドッグ・レックス）
- WWC北米タッグ王座：1回（w / ムーンドッグ・レックス）
- WWCカリビアン・タッグ王座：1回（w / ムーンドッグ・レックス）

インターナショナル・チャンピオンシップ・レスリング
- ICWタッグ王座：1回（w / ムーンドッグ・スパイク）[20]

ユナイテッド・ステーツ・レスリング・アソシエーション
- USWA世界タッグ王座：14回（w / ムーンドッグ・スパイク×3、ムーンドッグ・クージョ×3、ムーンドッグ・スプラット×4、ムーンドッグ・レックス×3、ムーンドッグ・ローバー×1）[15] ※レックスは2代目のネイサン・ランドルフ[21][22]